# もうひとつのBirthday
「もうひとつのBirthday」（もうひとつのバースデイ）は杏里34枚目のシングル。1996年8月21日発売。発売元はフォーライフ・レコード。

## 解説
「もうひとつのBirthday」は、18thアルバム『Angel Whisper』よりシングルカットされた。日本テレビ系「NNNきょうの出来事」エンディングテーマ、国内信販「KCカード」CMソング。

## 収録曲
作曲：ANRI 編曲：小倉泰治
1. もうひとつのBirthday
  - 作詞：森雪之丞
  - 日本テレビ系「NNNきょうの出来事」エンディングテーマ
  - 国内信販「KCカード」CMソング
2. LOVERS ON VENUS
  - 作詞：吉元由美
3. もうひとつのBirthday（オリジナル・カラオケ）

## 関連作品
- CIRCUIT of RAINBOW
- Angel Whisper